# Purgerot
Purgerot és un municipi francès situat al departament de l'Alt Saona i a la regió de Borgonya - Franc Comtat. L'any 2007 tenia 368 habitants.

## Demografia

### Població
El 2007 la població de fet de Purgerot era de 368 persones. Hi havia 156 famílies, de les quals 36 eren unipersonals (16 homes vivint sols i 20 dones vivint soles), 60 parelles sense fills, 40 parelles amb fills i 20 famílies monoparentals amb fills.
La població ha evolucionat segons el següent gràfic:
Habitants censats

### Habitatges
El 2007 hi havia 193 habitatges, 155 eren l'habitatge principal de la família, 23 eren segones residències i 15 estaven desocupats. 183 eren cases i 11 eren apartaments. Dels 155 habitatges principals, 138 estaven ocupats pels seus propietaris, 15 estaven llogats i ocupats pels llogaters i 2 estaven cedits a títol gratuït; 3 tenien una cambra, 2 en tenien dues, 12 en tenien tres, 43 en tenien quatre i 95 en tenien cinc o més. 120 habitatges disposaven pel capbaix d'una plaça de pàrquing. A 76 habitatges hi havia un automòbil i a 65 n'hi havia dos o més.

### Piràmide de població
La piràmide de població per edats i sexe el 2009 era:
| Homes | Edats   | Dones |
| ----- | ------- | ----- |
| 0     | 95 o +  | 0     |
| 0     | 90 a 94 | 0     |
| 0     | 85 a 89 | 0     |
| 0     | 80 a 84 | 0     |
| 4     | 75 a 79 | 8     |
| 8     | 70 a 74 | 12    |
| 12    | 65 a 69 | 12    |
| 28    | 60 a 64 | 20    |
| 28    | 55 a 59 | 16    |
| 4     | 50 a 54 | 16    |
| 16    | 45 a 49 | 12    |
| 8     | 40 a 44 | 20    |
| 12    | 35 a 39 | 4     |
| 12    | 30 a 34 | 0     |
| 4     | 25 a 29 | 12    |
| 4     | 20 a 24 | 8     |
| 4     | 15 a 19 | 16    |
| 4     | 10 a 14 | 8     |
| 4     | 5 a 9   | 12    |
| 4     | 0 a 4   | 12    |

## Economia
El 2007 la població en edat de treballar era de 224 persones, 160 eren actives i 64 eren inactives. De les 160 persones actives 154 estaven ocupades (87 homes i 67 dones) i 6 estaven aturades (3 homes i 3 dones). De les 64 persones inactives 19 estaven jubilades, 17 estaven estudiant i 28 estaven classificades com a «altres inactius».

### Ingressos
El 2009 a Purgerot hi havia 162 unitats fiscals que integraven 382 persones, la mediana anual d'ingressos fiscals per persona era de 14.534,5 €.

### Activitats econòmiques
Dels 7 establiments que hi havia el 2007, 1 era d'una empresa alimentària, 1 d'una empresa de fabricació d'altres productes industrials, 2 d'empreses de construcció, 1 d'una empresa de comerç i reparació d'automòbils, 1 d'una empresa de transport i 1 d'una empresa de serveis.
Dels 4 establiments de servei als particulars que hi havia el 2009, 1 era una oficina de correu, 1 taller de reparació d'automòbils i de material agrícola, 1 fusteria i 1 lampisteria.
L'únic establiment comercial que hi havia el 2009 era una fleca.
L'any 2000 a Purgerot hi havia 6 explotacions agrícoles.

## Equipaments sanitaris i escolars
El 2009 hi havia una escola maternal integrada dins d'un grup escolar amb les comunes properes formant una escola dispersa.

## Poblacions més properes
El següent diagrama mostra les poblacions més properes.